# Korsförhör
Korsförhör är inom juridiken en förhörsmetod som innebär att vittne (eller part) i tur och ordning utfrågas av båda parterna i ett mål. Den part som har åberopat vittnet börjar med ett huvudförhör, därefter tar motsidan vid med ett motförhör och sedan kan den som åberopat vittnet återkomma med ett återförhör. Metoden har varit vanligast i anglo-saxiska länder, medan ett förhör i exempelvis svenska domstolar traditionellt sköts av rätten.